# Bernard Genest
Bernard Genest est un écrivain et ethnologue québécois né en 1941.

## Œuvres
- Ile d'Anticosti : pré-inventaire ethnographique, 1974
- Le four à chaux de la baie Sainte-Claire, Anticosti : relevé ethnographique, 1975
- Chalouperie Godbout : boutique et instrumentation, Saint-Laurent, Ile d'Orléans, 1976
- Arthur Tremblay, forgeron de village, 1978
- Massicotte et son temps, 1979
- Les artisans traditionnels de l'Est du Québec, 1979
- Saint-Rémi-de-Napierville : les croix en fer forgé du cimetière, 1979
- Un Monde peuplé d'animaux : Wilfrid Richard et les siens, sculpteurs, 1986
- Une saison au bord de l'eau : lac Magog : un site de villégiature dans les Cantons-de-l'Est, 2003
- Le patrimoine culturel immatériel : un capital social et économique, 2004

## Honneurs
- 1998 - Médaille Marius-Barbeau
- 2003 - Prix des Dix
- 2004 - Prix Alphonse-Desjardins